# John Shumate
John H. Shumate (né le 6 avril 1952 à Greenville, Caroline du Sud et mort le 3 février 2025) est un joueur américain de basket-ball.
D’une taille de 2,06 m, issu de l'université Notre-Dame, Shumate joue cinq saisons (1975-1978 ; 1979-1981) en NBA sous les couleurs des Suns de Phoenix, des Braves de Buffalo, des Pistons de Détroit, des Rockets de Houston, des Spurs de San Antonio et des SuperSonics de Seattle. Il est nommé dans la NBA All-Rookie Team avec une moyenne de 11.3 points et 5.6 rebonds par match. À l'issue de sa carrière, Shumate cumule 12.3 points et 7.5 rebonds.
Shumate entraîne par la suite l'université Southern Methodist, puis le Mercury de Phoenix en WNBA. Il apparaît aussi dans une série de vidéos d'entraînement de basket-ball.